# Saribia decaryi
Saribia decaryi is een vlindersoort uit de familie van de prachtvlinders (Riodinidae), onderfamilie Nemeobiinae.
Saribia decaryi werd in 1922 beschreven door Le Cerf.